# SP "Break The Wall"
「SP "Break The Wall"」（エスピー "ブレイク・ザ・ウォール"）は、2011年に配信されたREVOLUTIONSの楽曲。

## 概要
- 岡田准一主演 映画『SP 革命編』メインテーマ「Security Police」をサンプリングした楽曲。
- ゲストとしてV6とm-floの☆Taku Takahashiを迎えている。
- 配信から4年後の2015年にリリースされたV6のベストアルバム「SUPER Very best」通常盤シークレットトラックとして、CD初収録となった。

## 楽曲
1. SP "Break The Wall" feat. V6 & ☆Taku Takahashi（m-flo）
作詞：STAXX T、作曲：菅野祐悟・Taku

## 収録作品

### CD
- ベストアルバム「SUPER Very best」通常盤
シークレットトラックとして収録。
- ベストアルバム「Very6 BEST」

### DVD/Blu-ray
- Live DVD/Blu-ray「V6 live tour 2011 Sexy.Honey.Bunny!」
通常盤・Blu-ray盤のみマルチアングルも収録。
- Live DVD/Blu-ray「V6 LIVE TOUR 2015 -SINCE 1995〜FOREVER-」
- アルバム「The ONES」初回生産限定盤B
特典DVD収録映像「テレビ朝日ドリームフェスティバル2016」内の1曲として収録。